# Rainer Schade

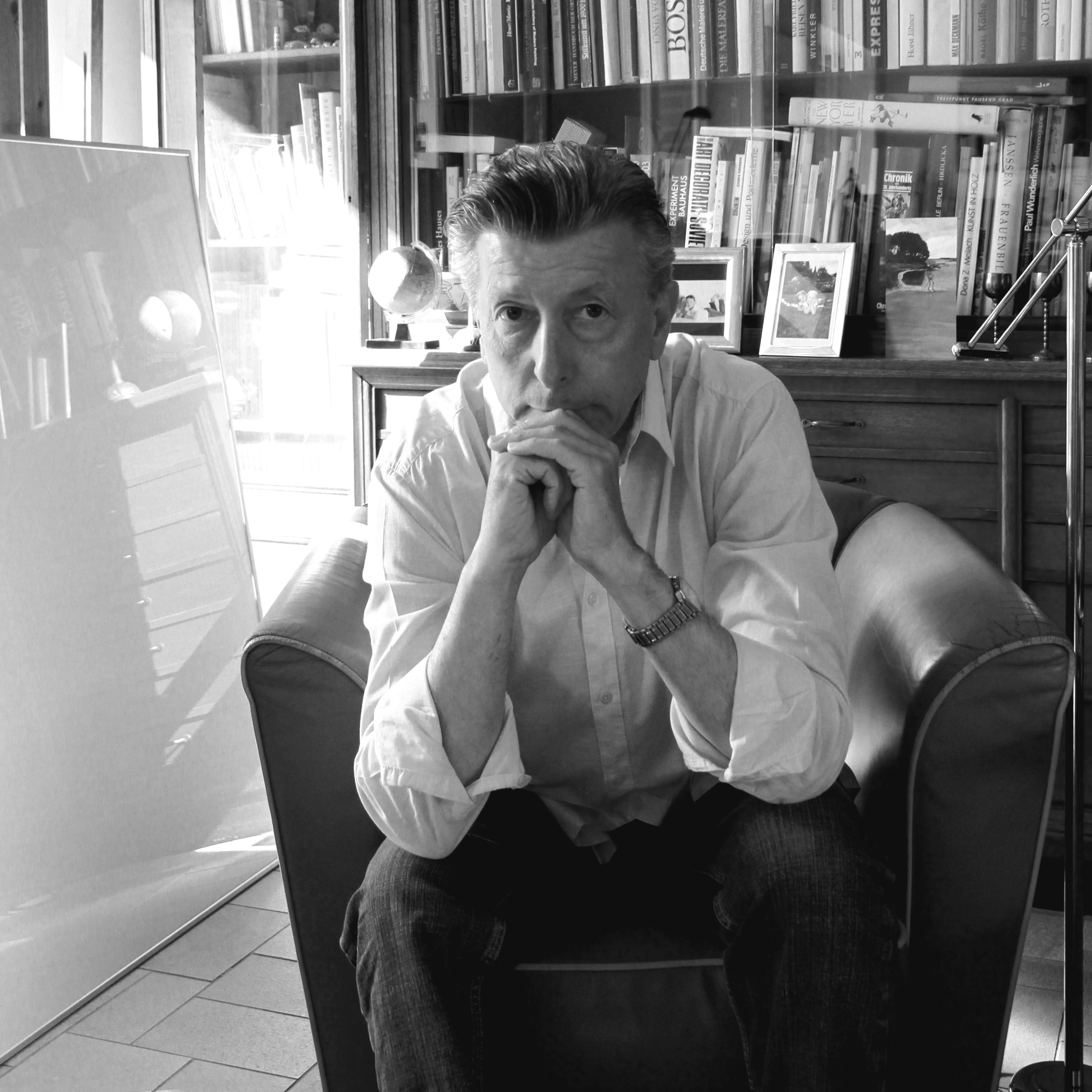
Rainer Schade

Rainer Schade (* 29. Mai 1951 in Leipzig) ist ein deutscher Maler, Grafiker, Cartoonist und Hochschullehrer.

## Leben
Schade besuchte von 1965 bis 1969 in Leipzig die Erweiterte Oberschule und machte das Abitur mit Berufsausbildung zum Offsetdrucker. Von 1971 bis 1976 studierte er an der Hochschule für Grafik und Buchkunst Leipzig (HGB) bei Hans Mayer-Foreyt, Werner Tübke und Rolf Kuhrt. Seit Abschluss seines Diploms arbeitet Schade freiberuflich auf den Gebieten Kunst am Bau, Konzeptionen, Beratung, Freie Malerei/Grafik, Illustration, Cartoon und Animationsfilm. Von 1977 bis 1978 absolvierte er sein Meisterstudium bei Stanisław Fiałkowski an der Hochschule für Bildende Kunst in Łódź, Polen. Von 1982 bis 1987 saß er im Beirat für architekturbezogene Kunst der Stadt Leipzig. 1988 betätigte Schade sich stellvertretend im Rat des Bezirkes Rostock für Kultur sowie als Greifswalder Stadtrat für Kultur. Ab 1979 war Schade Assistent für Malerei/Grafik an der Burg Giebichenstein Kunsthochschule Halle  und hatte dort seit 1992 eine Professur im Fachbereich Kunst. Er war von 1976 bis 1990 Mitglied des Verbands Bildender Künstler der DDR. Schade hatte im In- und Ausland eine bedeutende Zahl von Einzelausstellungen und Ausstellungsbeteiligungen, in der Zeit der DDR u. a. von 1977 bis 1988 an der VIII. bis X. Kunstausstellung der DDR in Dresden, von 1975 bis 1984 sieben Mal an der Cartoonale Knokke Heist und von 1979 bis 1985 vier Mal am International Salon of Cartoons in Montreal.
Seit 1992 nahm Schade an Berufungskommissionen der Hochschulen in Halle, Dessau und Schneeberg teil. Seit 1995 ist er Vorsitzender des Kunstvereins Leipziger Jahresausstellung e.V.

## Ehrungen (Auswahl)
- 1975: 2. Preis der Ausstellung Ökonokomik in Berlin
- 1985: Max-Lingner-Preis
- 1986: 2. Preis der Ausstellung Satiricum in Greiz

## Ausstellungen
- 2011: anlässlich des 60. Geburtstages, Galerie Koenitz, Leipzig.
- 2011: Ewig Schade, Galerie Leipziger Hof, Leipzig
- 2014: Unwucht, Zeichnungen, Graphisches Werk, Galerie Koenitz, Leipzig (Katalog)
- 2015: Gratwanderung, „Runde Ecke“, Leipzig
- 2016: Vortrieb, Galerie Himmelreich, Magdeburg
- 2024: Bundesverdienstkreuz am Bande[2]

## Werkbeispiele

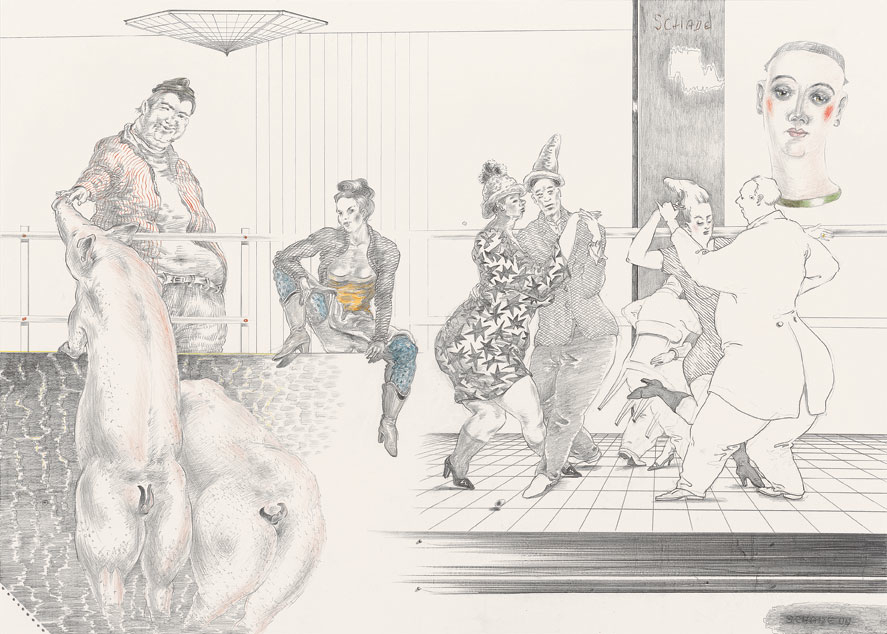
Zeichnung von Rainer Schade

- UN ART. Eulenspiegel Verlag, Berlin 1989, ISBN 3-359-00341-1.
- mit Ulrich Forchner und Andreas J. Mueller: humor sapiens. Eulenspiegel Verlag, Berlin 1981, DNB 820439495.
- Broiler, Bürger und Bananen. Bollmann Verlag, Düsseldorf 1991, ISBN 3-927901-05-9.
- Katalog zur Personal-Ausstellung „UNWUCHT“. Passage Verlag, Leipzig 2011, ISBN 978-3-938543-94-8.
- Illustrationen in Publikationen, z. B. Triangel, Cicero, Kunststoff.
- Illustrationen zahlreicher Bücher.